# Veguer de la Ciutat
El veguer de la ciutat fou un càrrec judicial i administratiu establert al Regne de Mallorca durant l'edat mitjana. Creat per Jaume I després de la Conquesta de Mallorca el 1229, aquest càrrec fou essencial per a l'organització i govern del nou territori. Inicialment, el veguer tenia jurisdicció sobre tota l'illa, però amb el temps es dividí en dues oficines separades: el veguer de la ciutat (amb responsabilitats centrades a la ciutat i els seus voltants) i el veguer de fora (responsable de la part forana).

## Context històric
La conquesta de Mallorca implicà una transformació administrativa significativa. Segons els acords presos a les Corts de Barcelona el desembre de 1228, Jaume I reclamà aproximadament la meitat de l'illa com a domini reial, mentre que la resta es repartí entre els nobles que participaren en la conquesta. El març de 1230, el rei atorgà la Carta de Franquesa, que establí els drets i deures dels habitants de Mallorca i fixà els càrrecs de batlle i veguer. Aquest darrer era ocupat per un membre de l'estament ciutadà i designat com l'oficial encarregat de gestionar els casos civils i criminals, especialment aquells que comportaven penes corporals o capitals, assegurant així una administració de justícia centralitzada sota el control del monarca.
Inicialment, el veguer exercia funcions de justícia alta i baixa (mer i mixt imperi) sobre tota l'illa. Això implicava que tenia competències tant civils com criminals, incloent-hi casos greus com mutilacions, execucions i altres penes corporals.
A principis del segle xiv, sota el regnat de Jaume II de Mallorca, el càrrec de veguer es dividí entre el veguer de la ciutat i el veguer de fora. Aquest canvi fou motivat per la necessitat d’una administració més eficaç i adaptada a la complexitat territorial. El veguer de la ciutat mantingué la seva residència a la Ciutat de Mallorca, mentre que el veguer de fora establí la seva seu al Palau Reial de Sineu.
A partir del segle xv, el càrrec va perdre importància a causa de les reformes administratives i la centralització del poder sota la figura del governador. Finalment, amb l’aplicació del Decret de Nova Planta, el càrrec fou abolit i les seves funcions integrades en la figura de l'alcalde major.

## Regulació del càrrec i funcions
El veguer podia nomenar saigs per executar ordres i arrestar delinqüents i col·laborava amb altres oficials reials, com el batlle i el mostassaf, en assumptes administratius i de govern local.  Durant el regnat d'Alfons III d'Aragó, es van introduir normatives comunes a tots els territoris de la Corona d'Aragó per tal de regular el càrrec del veguer. Així, la durada del mandat era d’un any, amb la prohibició de repetir-lo consecutivament en el mateix lloc, estava prohibit comprar el càrrec o cometre abusos de poder i s’establiren límits clars sobre l’ús de tortures i altres pràctiques que vulneressin els drets dels acusats. Les seves funcions eren les que segueixen:

### Justícia i seguretat
- Justícia penal: Jutjava delictes greus, especialment aquells que requerien càstigs corporals o penes de mort.
- Supervisió dels esclaus i captius: S’encarregava de controlar els esclaus i altres persones en captivitat dins la ciutat.
- Regulació de la prostitució: Imposava normes de comportament a les prostitutes, confiscava objectes prohibits i regulava les zones on podien exercir.
- Rondes nocturnes: Organitzava patrulles nocturnes per garantir l’ordre públic i detenir delinqüents.[1]

### Regulació econòmica
- Controlava el compliment de les normes sobre pesos i mesures en els mercats.
- Supervisava la venda de productes essencials com pa, vi i carn per garantir la qualitat i els preus justos.
- Recaptava multes i ingressos judicials, dels quals una part era destinada al mateix càrrec com a remuneració.[1]